# Рубанок

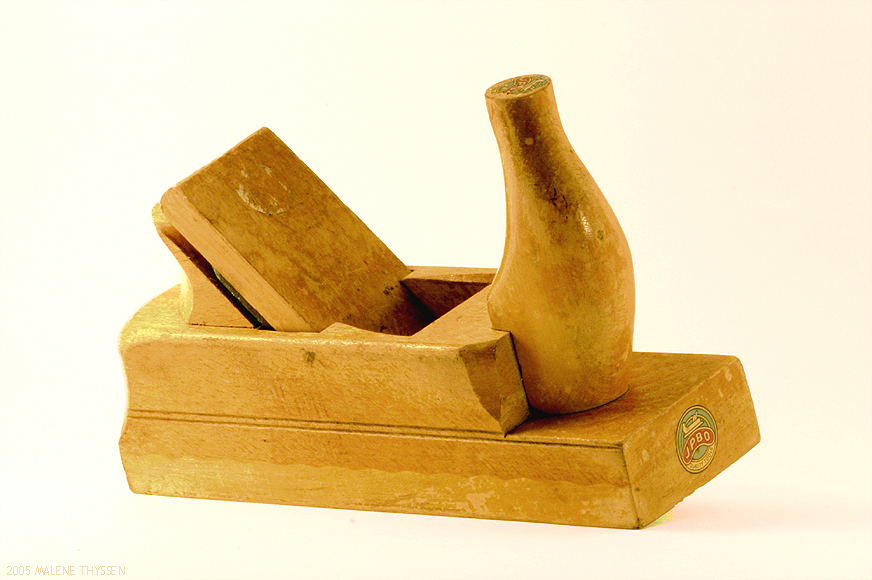
Рубанок

Руба́нок (струг, гебель, розм. ге́мбель, діал. ги́бель) — узагальнена назва різальних інструментів для ручного стругання деревини та деревних матеріалів. Рубанки різних розмірів і конструкцій застосовують як для грубого, так і для чистового стругання (вигладжування) плоских і криволінійних поверхонь, а також, для отримання заготовок з фігурним профілем (шпунти, фаски, фальці тощо).

## Назва
Слово «рубанок» має німецьке походження, від ниж.-нім. rûbank або нім. Raubank («великий рубанок»), що утворилося поєднанням rau — «шорсткий» та bank — «лава»[джерело?]. Надалі переосмислене як похідне від «рубати».

## Історична довідка
Рубанок — досить давній винахід людини (відомі рубанки, знайдені в Помпеях і відносяться до I століття), хоча широко застосовуватися він почав тільки в XV—XVI століттях. Принцип роботи рубанків незалежно від конструкції не зазнав змін, удосконалювались і ускладнювались лише їхні форми та функції. Піку використання рубанки зазнали у XIX-першій половині ХХ ст., у значній мірі завдяки американським фірмам-виробникам обладнання як наприклад, «Stanley» (від 2010 «Stanley Black & Decker») чи «Millers Falls». Виробляли вони сотні моделей рубанків аж до складних комбінованих інструментів (наприклад комбінований рубанок «Stanley No.55»).
У подальшому ручні рубанки зберегли своє застосування виключно у художньому меблярстві, при реставрації антикварних меблів або у побутовій аматорській роботі з деревиною. У професійному столярстві і теслярстві ручні рубанки замінені деревообробними верстатами (рейсмусовими, фугувальними тощо) та ручними електроінструментами (електричними рубанками, фрезерами, лобзиками тощо).
В українській мові для означення багатьох столярних інструментів, що належать до рубанків, вживається розмовна назва «гембель» (від нім. Hobel) або узагальнювально використовується поняття «рубанок».

## Будова та принцип роботи
Відповідно до призначення й форми поверхні оброблення існують різні види рубанків, але всі вони діють за одним принципом, і в основному складаються з однакових частин. До найпоширеніших різновидів цього інструменту відносяться: рубанок (з одинарним і подвійним ножем), рубанок-медведка, шерхебель (напівфуганок), фуганок, шліхтик, цинубель, торцевий рубанок та ін. Усі вони складаються із сталевого ножа (різця), закріпленого за допомогою клина або гвинта у корпусі з деревини, металу чи інших матеріалів.

### Особливості конструкції
| Рубанок металевий | Рубанок дерев'яний |
| --- | --- |
| | |
| A — робоча щілина (льоток), B — ніж (залізко), C — клин, D — регулятор вильоту леза, E — переднє руків'я, F — стружколамач, G — регулятор нахилу леза, H — заднє руків'я, I — упор для вказівного пальця, J — пластина регулювання кута нахилу різця | A — робоча щілина (льоток), B — ніж, C — клин, D — стружколамач, E — рогоподібне руків'я на носку, F — колодка (корпус), G — підошва |

Дерев'яні колодки рубанків виготовляють з деревини твердих порід дерева (берези, клена, яблуні, бука, граба), частіше у вигляді добре обструганого бруска. Металеві корпуси рубанків виготовляють із чавунів, сталей або алюмінієвих сплавів. У більшості видів рубанків в середній частині колодки (корпусу) є наскрізний отвір (льоток) для встановлення ножа і виходу стружки. Льоток поступово звужується донизу і переходить у вузький проріз (робочу щілину), куди виходить лезо ножа. Робоча щілина ділить підошву колодки (корпусу) на дві частини, передню (носок) і задню (п'яту). Для зручності роботи на колодках (корпусах) деяких рубанків роблять упори, ріжки або руків'я.
Ніж (стар. залізко) рубанка виготовляється у вигляді сталевої пластини шириною від 15 до 65 мм і довжиною від 60 до 250 мм. Лезо ножа (різальна кромка), утворене фаскою та однією з широких граней, має кут загострення 20…30°. Лезо може бути прямим (перпендикулярним до бічних граней), косим (з кутом нахилу близько 10…12°), овальним, або фігурним (опуклим або увігнутим), і зубчастим. У ножів деяких рубанків, наприклад для вибирання фальців і чвертей, крім передньої (головної) різальної крайки, є ще одне ріжуче лезо — бічне — з кутом загострення 75°.
При грубому струганні лезо випускають на 1…3 мм, при чистовому — на 0,1…0,3 мм. Величину висунення вістря ножа за площину підошви регулюється ударами по задній частині корпусу (зменшення висунення) або по крайці ножа, що протилежна до леза (збільшення висунення). У складніших конструкціях рубанків є спеціальні гвинтові пари для точного регулювання.
Ножі бувають одинарні та подвійні. Подвійний ніж складається з основного ножа і додаткового (фальшивого) званого стружколамачем. Стружколамач кріпиться до основного ножа поперечним або поздовжнім гвинтом так, щоб його робоча крайка знаходилась від різальної крайки на 0,5…2 мм. Стружколамач не тільки надломлює зрізану ножем стружку, що сприяє швидшому виходу її з льотка, але і регулює її товщину. Чим тоншою є стружка, що знімається, тим чистішою отримується поверхня обробки. Іноді, щоб виключити можливу вібрацію, робочий кінець ножа роблять на 1…1,2 мм товстішим за протилежний кінець (хвіст).

### Принцип роботи
При встановленні ножа в колодку (корпус) рубанка він притискається клинком (або гвинтом) до задньої стінки льотка («ложа») фаскою, оберненою в бік поверхні обробки. Від натиску на колодку (корпус) рубанка лезо ножа врізається у деревину і в міру переміщення інструмента зрізує (відщеплює, сколює) з її поверхні стружку, товщина якої залежить від глибини проникнення леза у деревину. При струганні вздовж волокон перед лезом ножа виникає випереджальна тріщина, товщина якої є тим більшою, чим товстіша стружка, що знімається і менший кут різання.
Наявність випереджальної тріщини зумовлює появу на оброблюваній поверхні нерівностей у вигляді сколів та вирв. Зі зменшенням довжини цієї тріщини підвищується якість стругання. Довжина випереджальної тріщини або шматка відщепленої стружки зменшується при наявності підпори попереду ножа. Такою підпорою зазвичай служить носок рубанка, рухаючись разом з ножем, він перешкоджає поширенню випереджальної тріщини і тим самим сприяє зменшенню шорсткості поверхні стругання.
При поздовжньому різанні ніж, проникаючи в деревину, сколює (відщеплює) стружку. Від кута різання залежить швидкість заламування стружки і поява випереджальної тріщини: чим менший кут різання, тим імовірнішою є поява випереджальної тріщини і, як наслідок цього, погіршення якості обробки. У більшості рубанків для обробки плоских поверхонь кут різання становить 45…80°. При збільшеному куті різання відбувається прискорене заломлення стружки, випереджальні тріщини не виникають і при цьому доводиться докладати більше зусиль для стругання.
Щоб на обробленій поверхні не було відщеплень і сколів, слід правильно обирати напрям стругання відносно розташування волокон деревини. Якщо стругати проти волокон (або під деяким кутом) утворюються більші випереджальні тріщини, що йдуть в глиб деревини. При струганні за напрямком волокон оброблювана поверхня виходить гладкішою, тому дрібні випереджальні тріщини поширюються лише в шарі зрізаної стружки.

### Техніка оброблення з використанням рубанка
Для якісного і продуктивного стругання слід насамперед надійно закріпити оброблювану деталь у верстаку або іншому якомусь пристосуванні, наприклад за допомогою струбцин. Для роботи слід також зайняти правильне робоче положення; стояти треба у півоберти до верстака, корпус трохи нахилений вперед, ноги злегка розставлені, так, щоб вагу тіла можна було легко переносити з однієї ноги на іншу. Рубанок тримають лівою рукою за передню частину колодки або ріг, а правою — за упор під ножем. У такому положенні інструмент притискають до оброблюваної поверхні і правою рукою штовхають його перед собою. При струганні на рубанок діють не тільки зусиллям рук, але і вагою тіла. Стругати слід на повний розмах рук. Треба прагнути до того, щоб за один прохід провести рубанок по всій довжині обробки, не розриваючи стружки. Довгі заготовки доводиться стругати за декілька проходів, пересуваючись вперед у напрямку стругання. Після кожного переходу обробку наступної ділянки треба починати з уже струганої поверхні. У жодному разі не можна йти слідом за рубанком у момент стругання, так як при цьому можуть змінюватися напрям і величина сил, що діють на нього.
Стругати найкраще за напрямком волокон (від нижньої частини стовбура до вершини), в іншому випадку неминуче утвориться велика кількість задирок і оброблювана поверхня вийде нерівною, шорсткою. Деревину з непрямолінійним розташуванням волокон доводиться стругати в різних напрямках. При струганні носок і п'ятка колодки не повинні відриватися від оброблюваної поверхні. Тому на початку стругання сильніше натискають на передню частину рубанка, а в кінці — навпаки. Така черговість натисків забезпечує одержання плоскої струганої поверхні та запобігає утворенню опуклостей. Недотримання цього правила може призвести до того, що кінці оброблюваної заготовки виявляться надмірно заструганими (стоншеними). Коли рубанок відводять назад, то трохи піднімають його п'яту, щоб не затупити лезо ножа. При правильному налаштуванні і використанні рубанка отримується суцільна одинарна стружка.
Торці дощок і брусків обробляють рубанками з подвійним ножем, але краще для торцювання користуватися спеціальними рубанками з крутіше поставленими ножами (торцевим і приторцювальним рубанками, шліфтиком), працювати якими набагато легше. Щоб запобігти сколюванню (відщепленню) деревини при струганні торців, до тієї сторони заготовки, де закінчується стругання, рекомендується притискати додатковий (підпірний) брусок на одному рівні з оброблюваним торцем або на 0,5…1 мм нижче від нього.
Тонкі заготовки зазвичай стругають, склавши їх по дві, по три або затиснувши між допоміжними дощечками.
При виборі інструменту слід враховувати стан матеріалу, що підлягає обробці, профіль поверхні стругання і необхідну шорсткість поверхні обробки. В одних випадках, наприклад, потрібно стругати поверхню, обтесану сокирою, або зняти товстий шар у заготовці для доведення її заданих розмірів, в інших — необхідно отримати фігурний профіль, вибрати чверть або фальц, у третіх — потрібно зробити поверхню заготовки дуже рівною і плоскою. Щоб успішно виконати роботу і домогтися бажаного результату, рубанки слід застосовувати тільки за прямим призначенням.
Рубанки європейських конструкцій приводяться в дію штовханням (за винятком теслярського рубанка дворучного типу «медведка»), у країнах Далекого Сходу рубанки зазвичай приводяться в дію рухом до себе (наприклад японський рубанок «канна»).

## Види рубанків

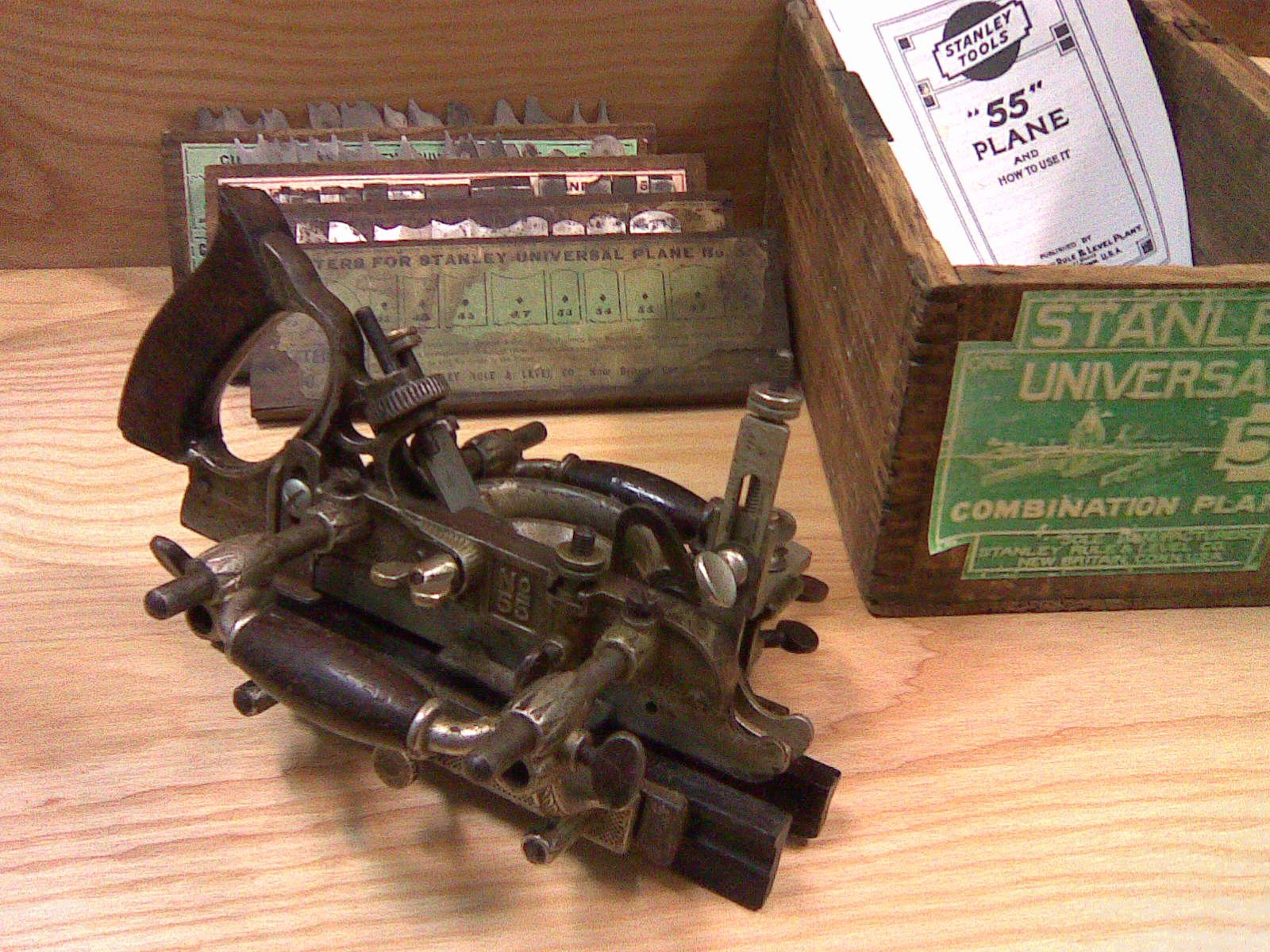
Комбінований рубанок Stanley No.55 з набором ножів і пакованням

Розрізняють велику кількість видів рубанків у залежності від функцій, що покладаються на них.

### Рубанки для обробки плоских поверхонь
Для стругання плоских поверхонь використовуються такі види рубанків:
- Рубанок типової конструкції, що має дерев'яний корпус, в якому вставлений ніж, закріплений клином. Ніж вставляють в гніздо (лоток) корпуса під кутом 45°. В підошві рубанка є вузький проріз — 5,7…6,2 мм, через який за підошву виступає лезо ножа. При грубому струганні лезо випускають на 0,5-1 мм, при чистовому — на 0,1…0,3 мм.
  - Рубанок з одинарним ножем використовують для першого стругання деревини і для стругання її після обробки шерхебелем, тобто вирівнювання поверхні заготовки.
  - Рубанок з подвійним ножем використовують для чистового стругання деревини. На відміну від рубанка з одинарним ножем він має крім ножа (залізка) стружколамач, котрим надламується стружка. Ним остаточно вирівнюють поверхні заготовок.
- Медведка — рубанок з двома ручками, призначений для грубого стругання двома робітниками.
- Фуганок — великий за розміром, його застосовують з подвійним ножем для стругання та вирівнювання довгих деталей.
- Напівфуганок — менший за розміром від фуганка, виконує ту ж функцію, що й фуганок. Використовується переважно учнями.
- Шерхебель — рубанок з півкруглим залізком, що може виступати над підошвою до 3 мм та застосовується для грубого стругання коротких деталей. Після обробки утворюються півкруглі борозни, але він незамінний, коли слід швидко зняти значний припуск матеріалу.
- Шліхтик — це вкорочений подвійний рубанок, яким зачищають торці, задири і завилькуваті місця (в нього кут різання до 80°).
- Цинубель — це вкорочений рубанок з одинарним ножем з дрібними зубчиками. Його застосовують для надання поверхні шорсткості перед облицюванням шпоном або обробки дуже складних для стругання ділянок заготовки.
- Торцевий рубанок призначений для стругання торців деталей. Ніж в рубанка обернений фаскою догори і має менший кут встановлення в корпусі (20-35°). З підошви залізко виходить косо або як у звичайних рубанках — прямо. Завдяки такому розташуванню залізка, конструкція більш жорстка та дозволяє зрізувати деревину поперек волокон.

### Рубанки для обробки профільних поверхонь
Для стругання профільних поверхонь використовують такі види рубанків:
- Фальцгобель застосовують для вибирання фальців і четвертей. Підошва фальцгобеля ступінчаста. Ножі його одинарні і прямі або косі. У верхній частині вони тонші на 1 мм, кути їх заокруглені.
- Універсальний фальцгобель дає змогу вибирати фальці різних розмірів за рахунок пересування металевих кутників на підошві, які регулюють гвинтами.
- Шпунтубель використовують для виготовлення прямокутного паза (шпунта). Він складається з колодки (з ножами шириною 3…15 мм), напрямної планки, з'єднаних двома гвинтами з гайками.
- Федергебель призначений для виготовлення на кромці гребеня, який потім вставляють у паз (шпунт). Він складається з колодки і ножа П-подібної форми або двох паралельних колодок з окремими ножами.
- Горбач застосовують для стругання опуклих і ввігнутих поверхонь. Його підошва ввігнута або опукла, а ніж — подвійний.
- Ґрунтубель призначений для зачищання трапецієподібного паза, вибраного наградкою.
- Зензубель — рубанок, за допомогою якого відбирають і зачищають фальці на чверті. Його колодка вузька і висока, а підошва пряма. Ножі мають форму пряму або косу. Зензубель дозволяє переставляти ніж як на ліву, так і на праву сторону корпуса.
- Галтель використовують для вибирання жолобків. Тому різальна кромка ножа заокруглена.
- Калівка — вид рубанка, який застосовують для виготовлення фігурних профілів на кромках дощок і рамок. Колодка калівки подібна до колодки фальцгобеля, тільки підошва і лезо ножа повинні мати форму, обернену профілю оброблюваної деталі.
- Штабгебель призначений для заокруглення лицьових кромок штапиків і брусків, що використовують для прикриття швів. Різальна кромка ножа і підошви колодки увігнуті, лоток з однобічною виїмкою.
- Карнизик — рубанок, за допомогою якого вибирають у карнизних брусках і наличниках складні профілі.

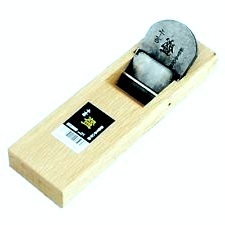

Окремо слід відзначити рубанки японського типу. Ними, на відміну від європейських (всі, що описані вище) працюють на себе. Він має примітивну форму але його особливістю є двокомпонентне залізко. Основна частина має звичайну вуглецеву сталь, до якої методом ковальського зварювання (склепування в гарячому стані молотом) прикріплюють пластину з інструментальної сталі. Таке поєднання дає ряд переваг. По-перше, залізко більш дешеве (Японія має обмаль ресурсів, в тому числі залізних руд). По-друге, залізко швидше загострюється внаслідок того, що приблизно половина його товщини м'яка.
Рубанок зроблений настільки точно, що залізко у формі клина саме може заклинюватися та утримуватися під час стругання. Також може бути встановлений стружколамач у вигляді сталевої загостреної пластини, яка утримується за рахунок заклинювання між залізком та штифтом (див. фото).

### Галерея рубанків

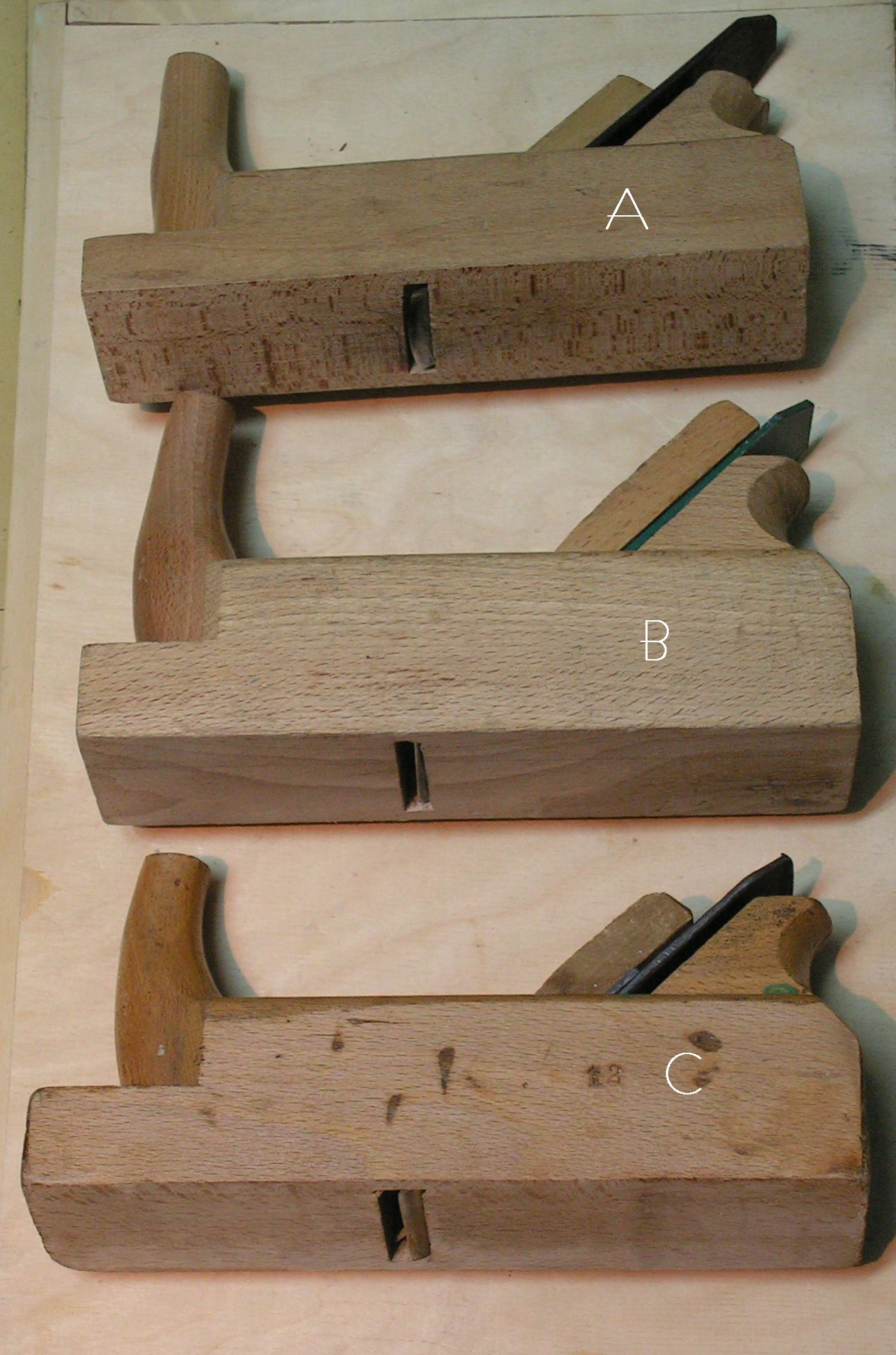
Основні види рубанків: A-шерхебель, B-одинарний рубанок, C-рубанок з подвійним ножем
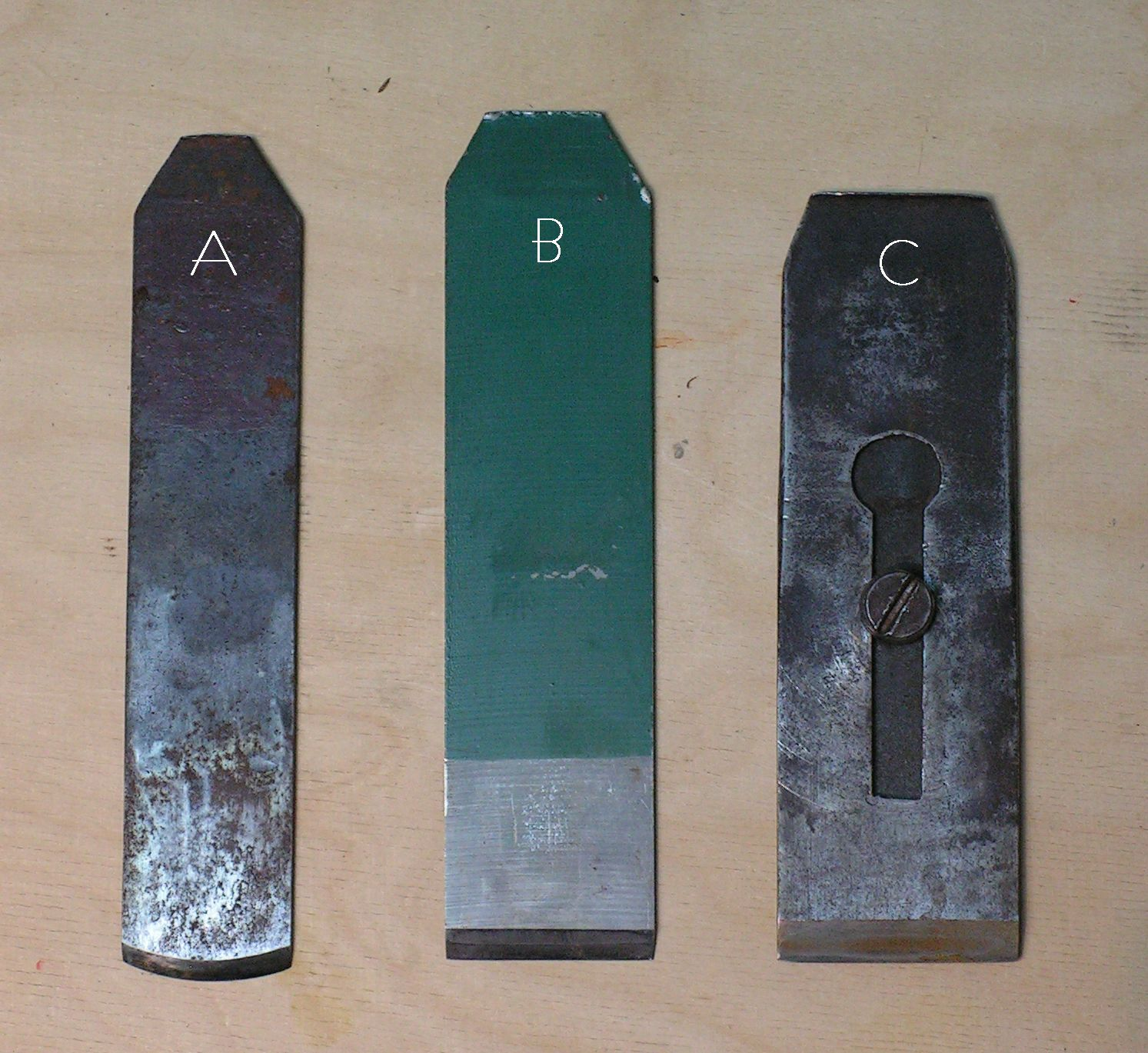
Ножі рубанків: A-шерхебеля, B-одинарного рубанка, C-рубанка з подвійним ножем
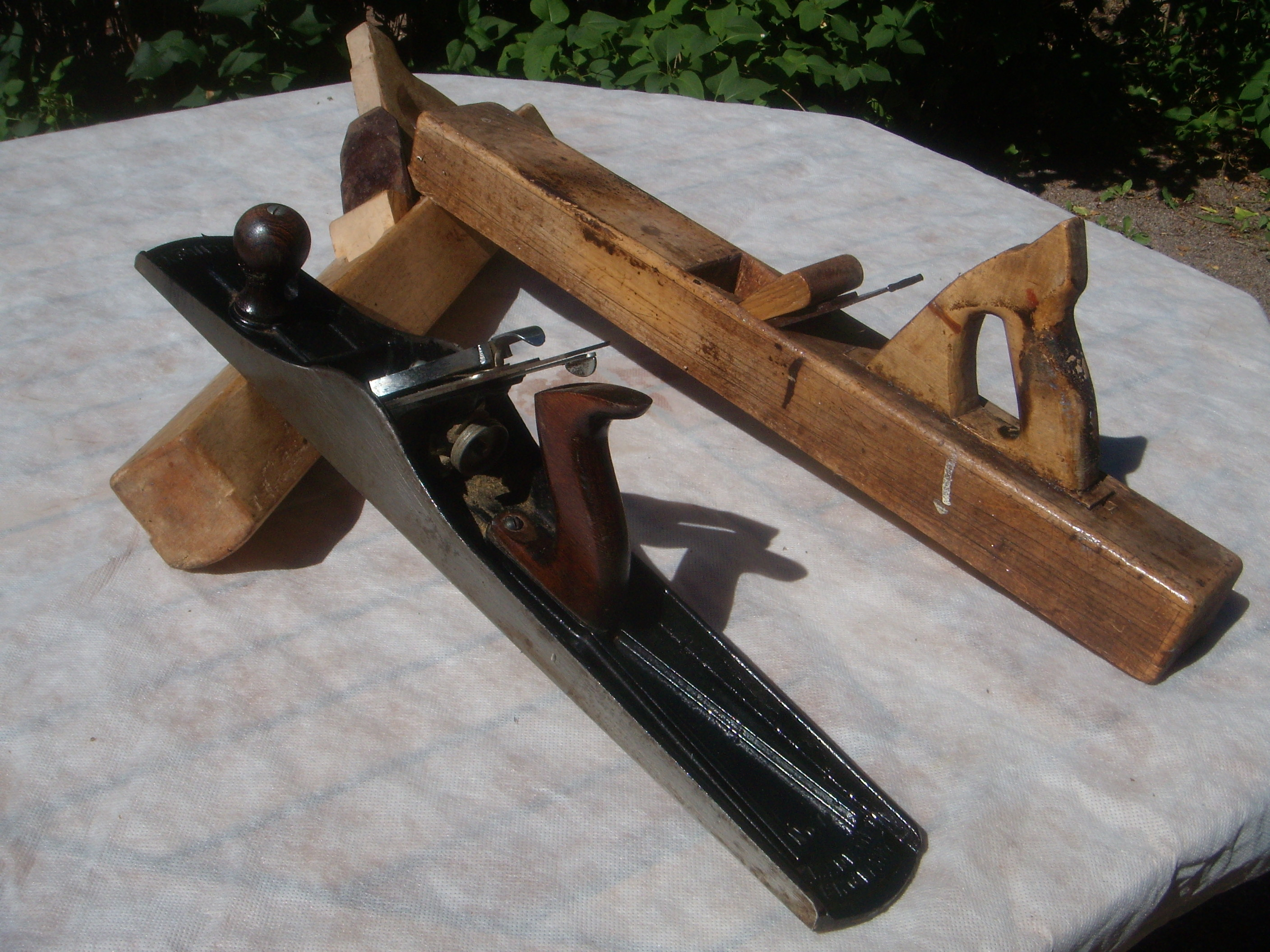
Фуганки
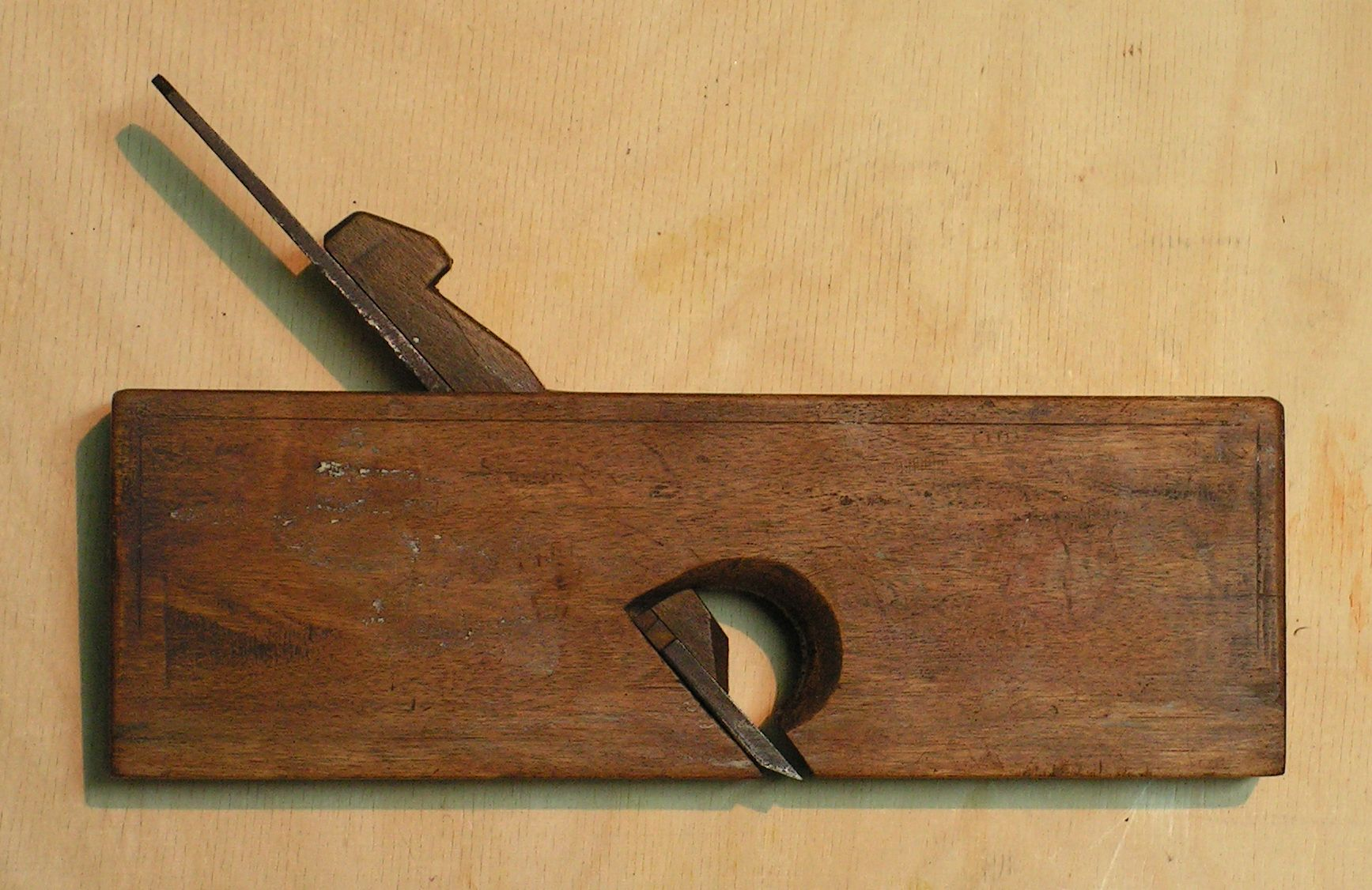
Фальцгобель
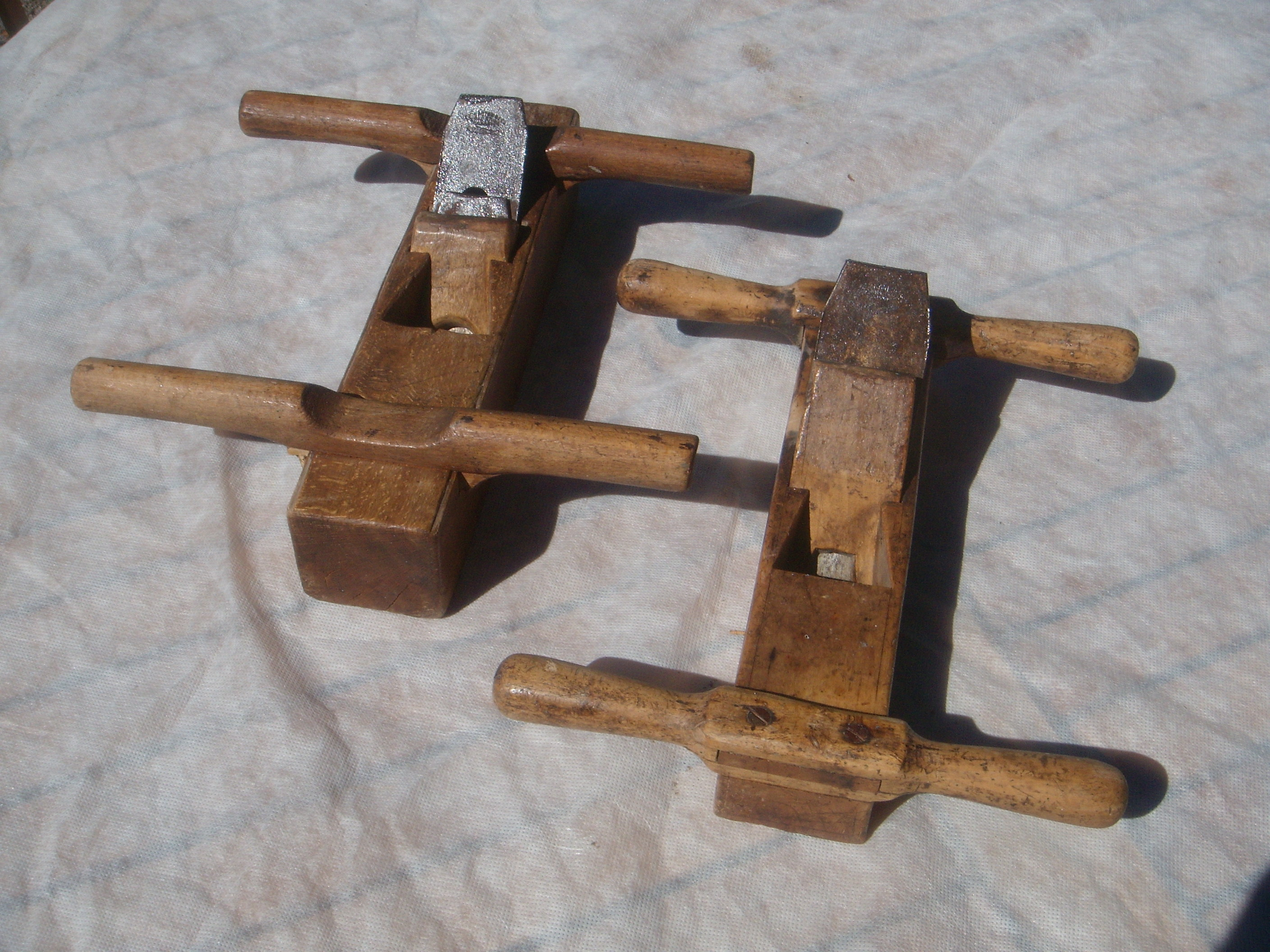
Теслярський рубанок-медведка
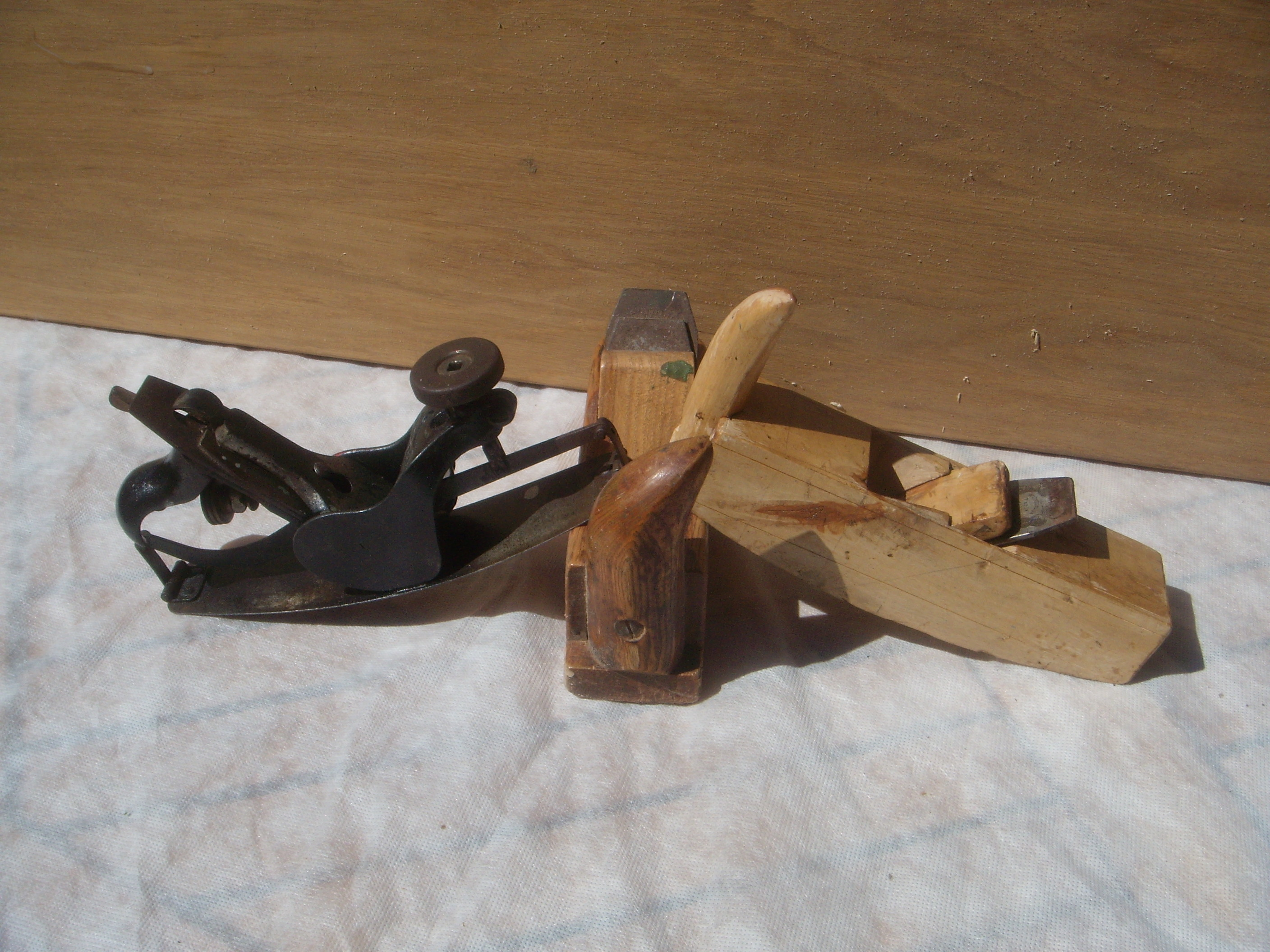
Рубанки горбачі
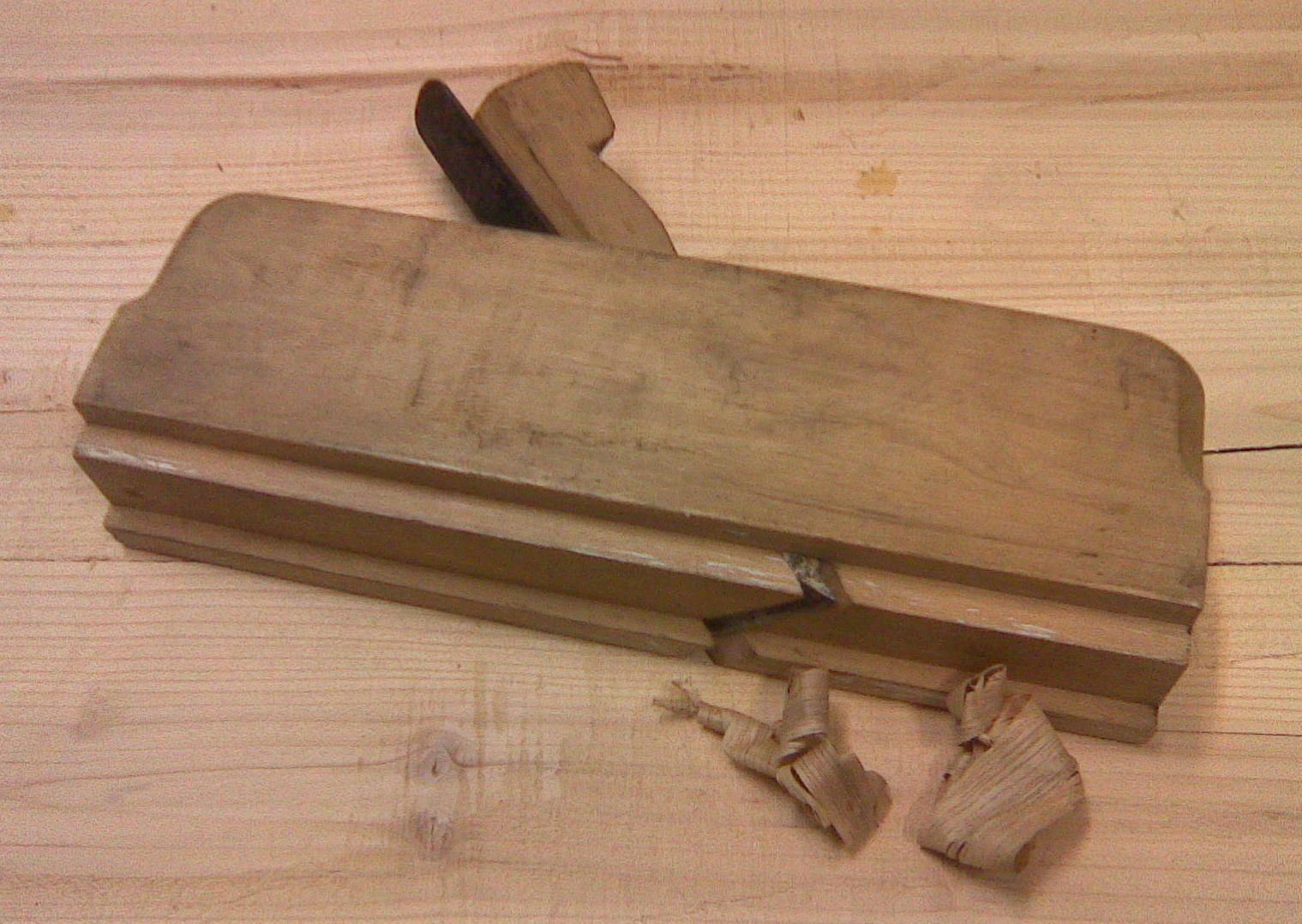
Шпунтубель
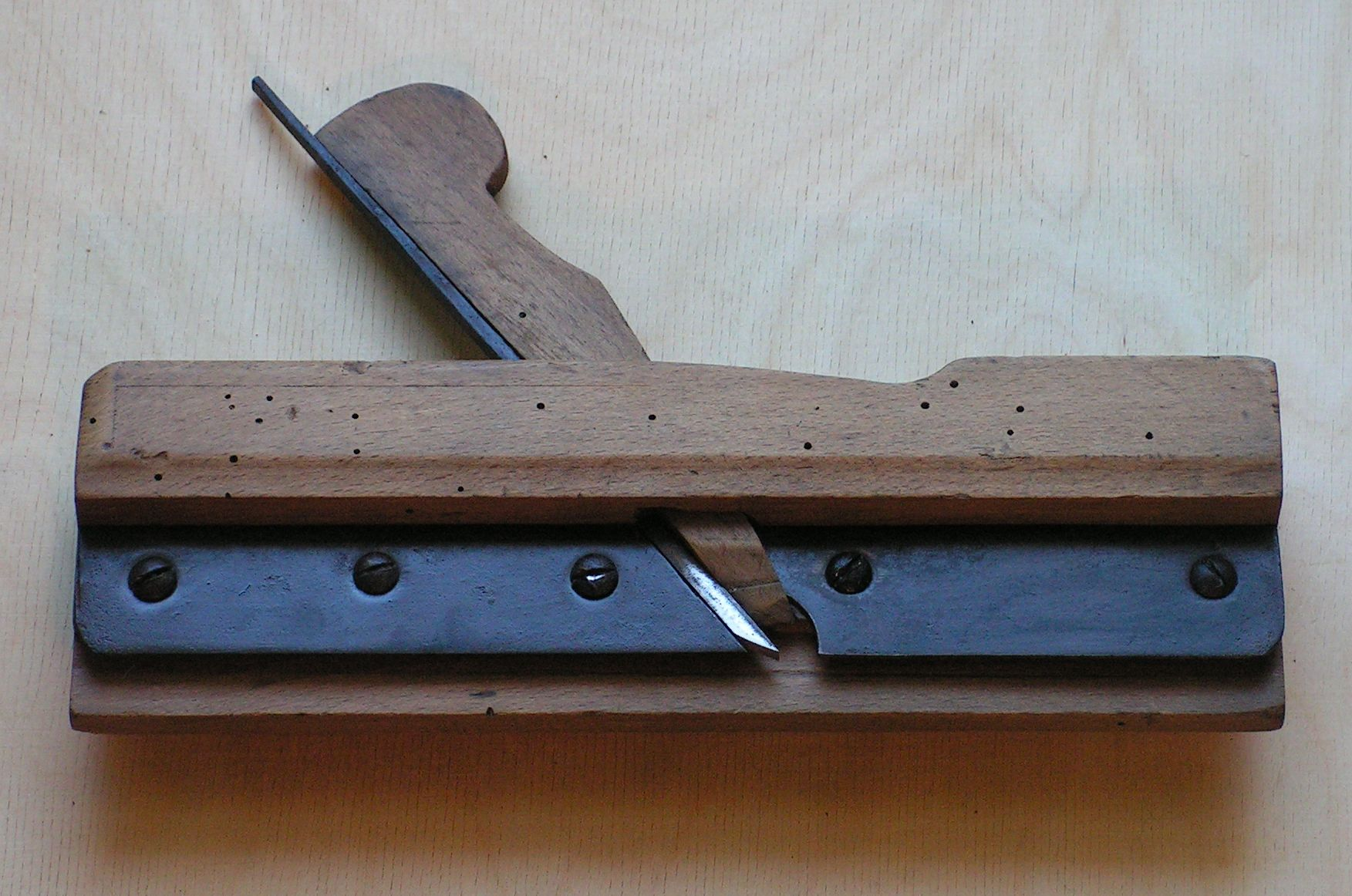
Шпунтубель
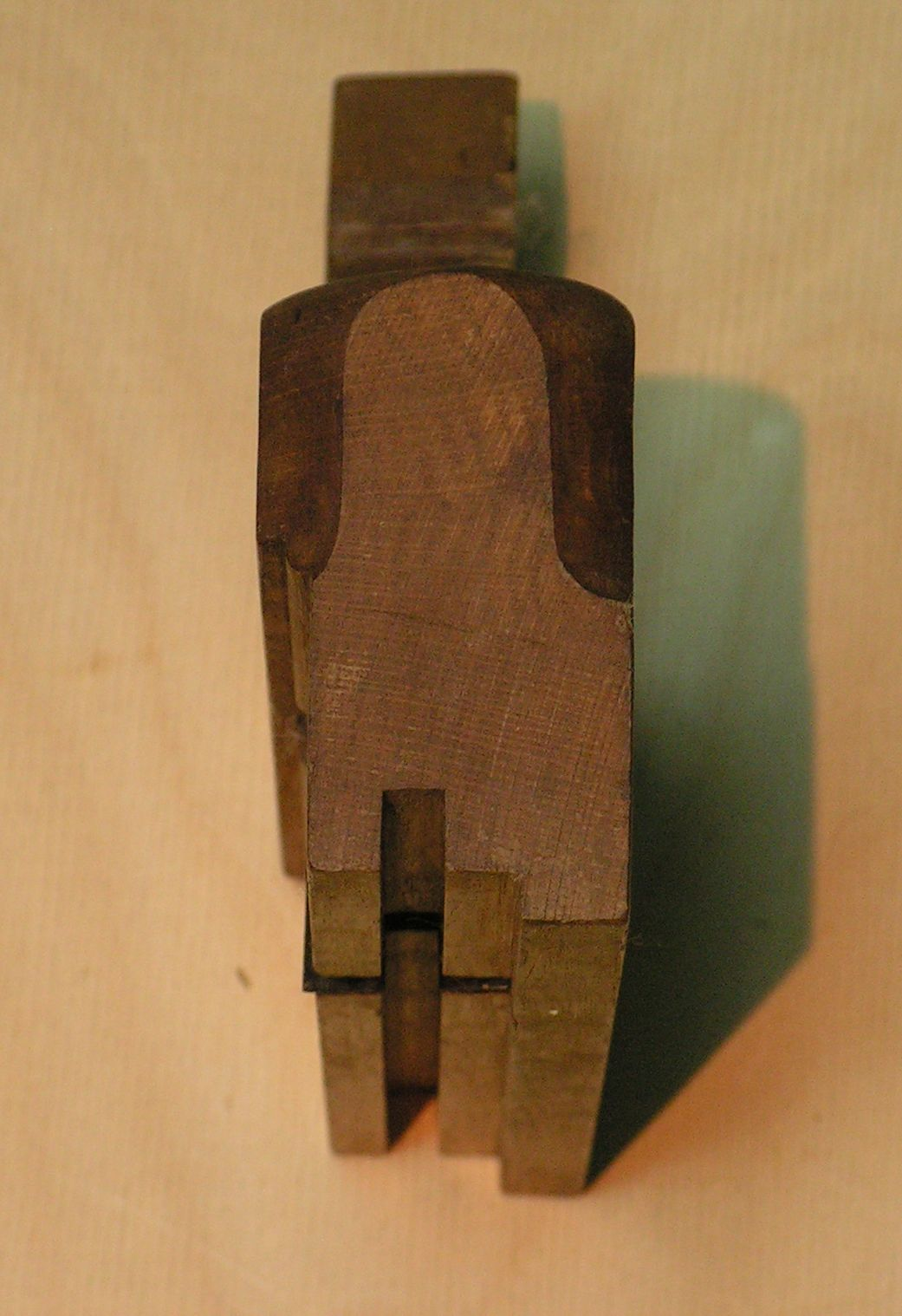
Федергебель
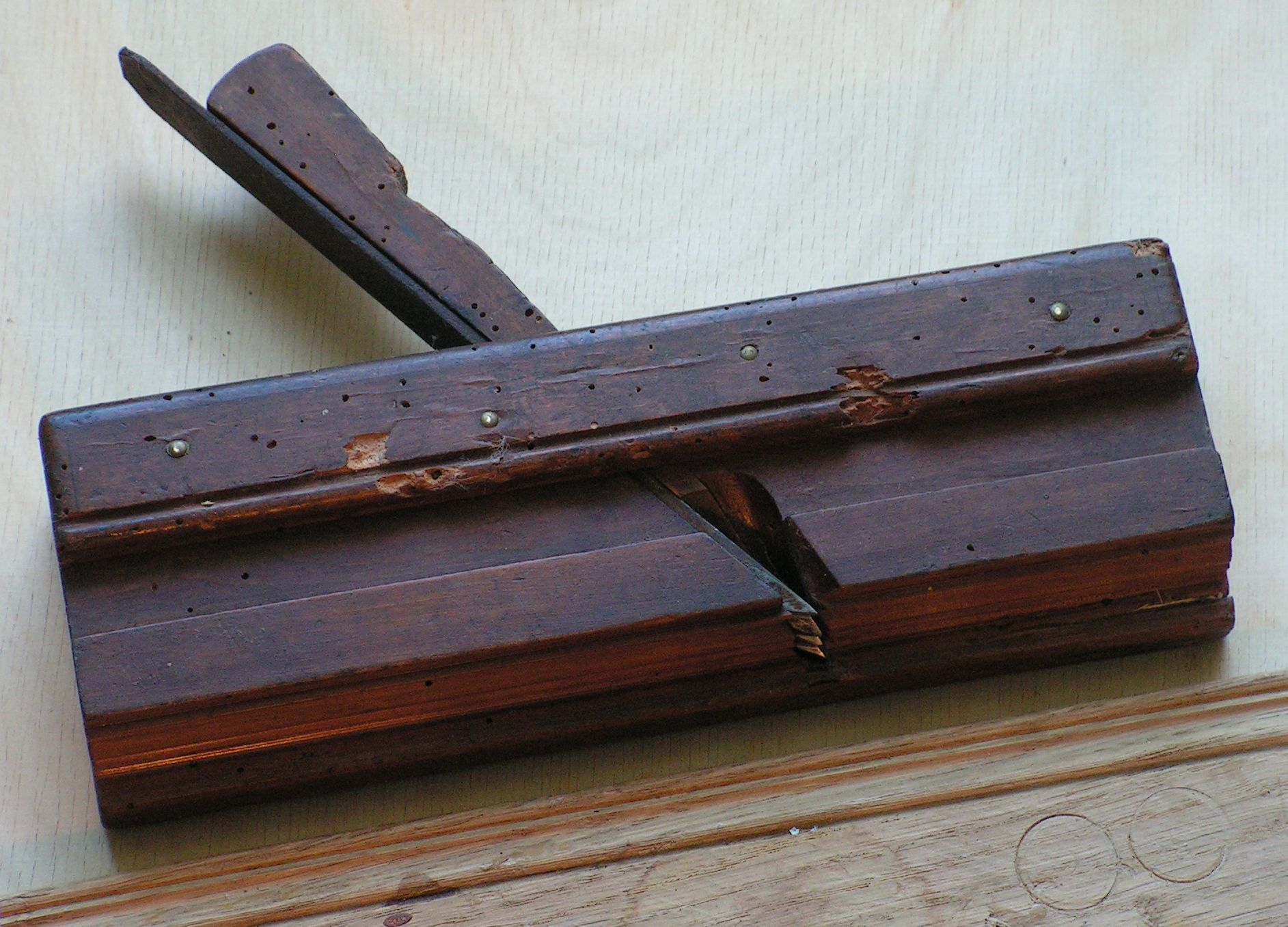
Калівка
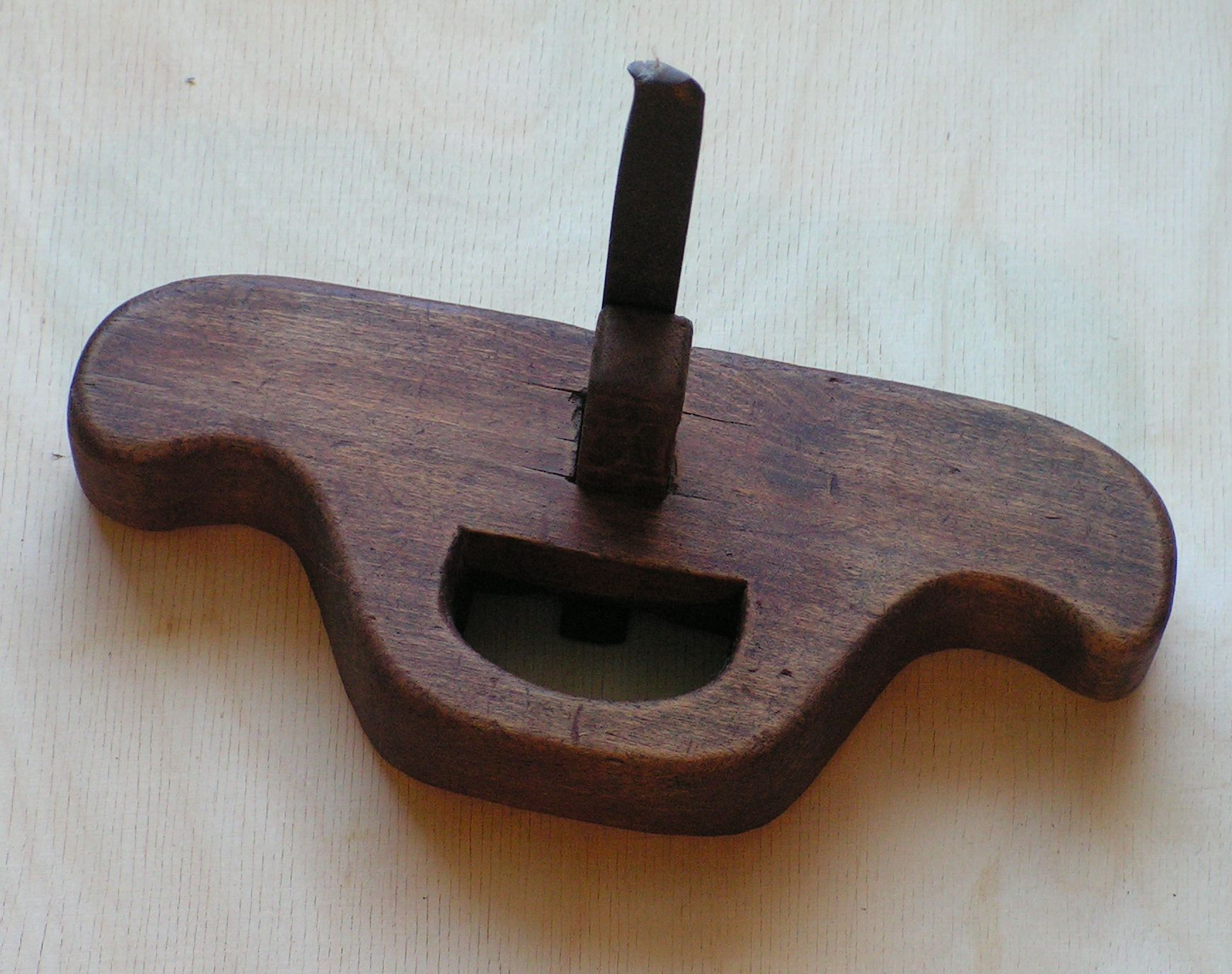
Грунтубель
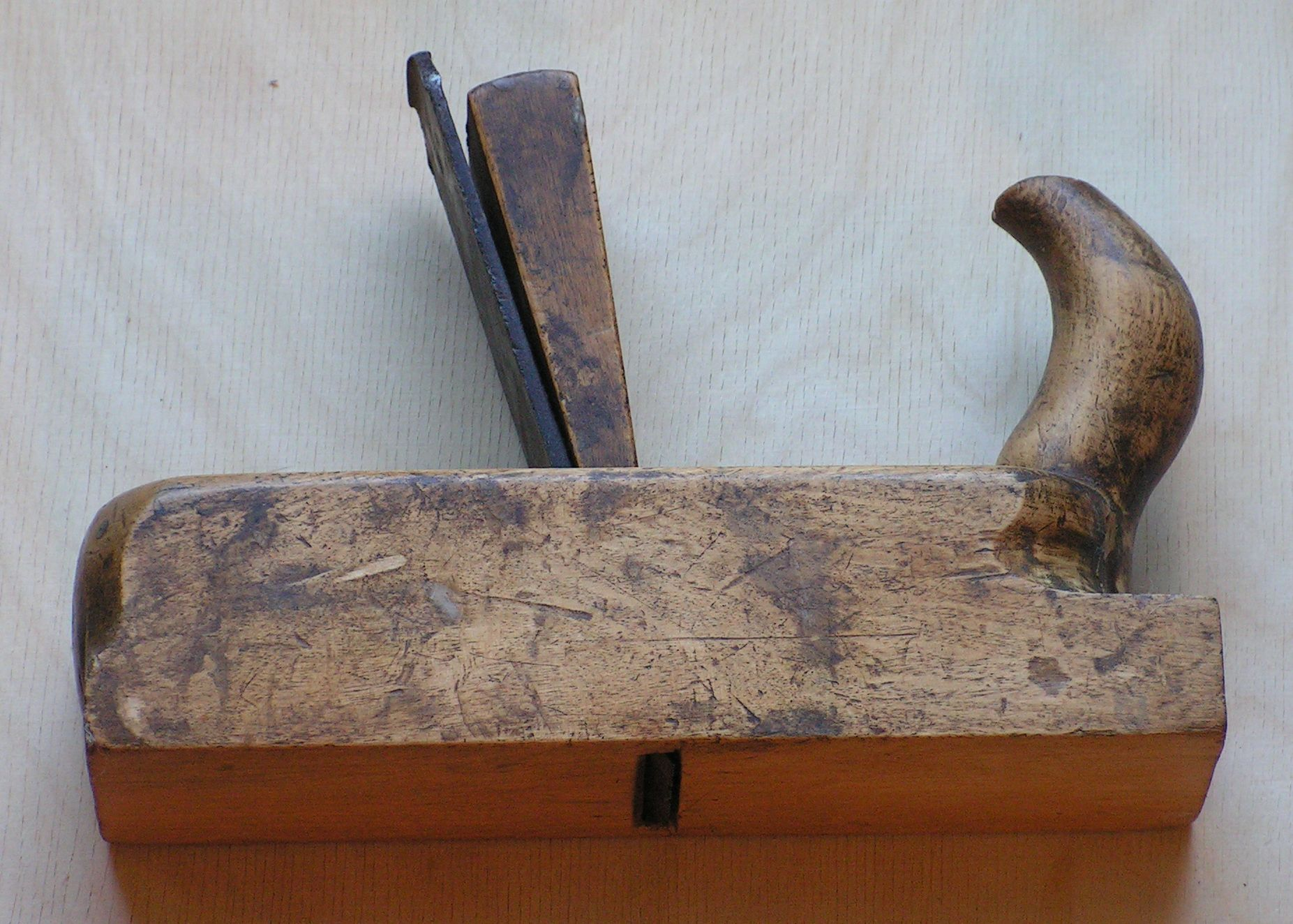
Цинубель
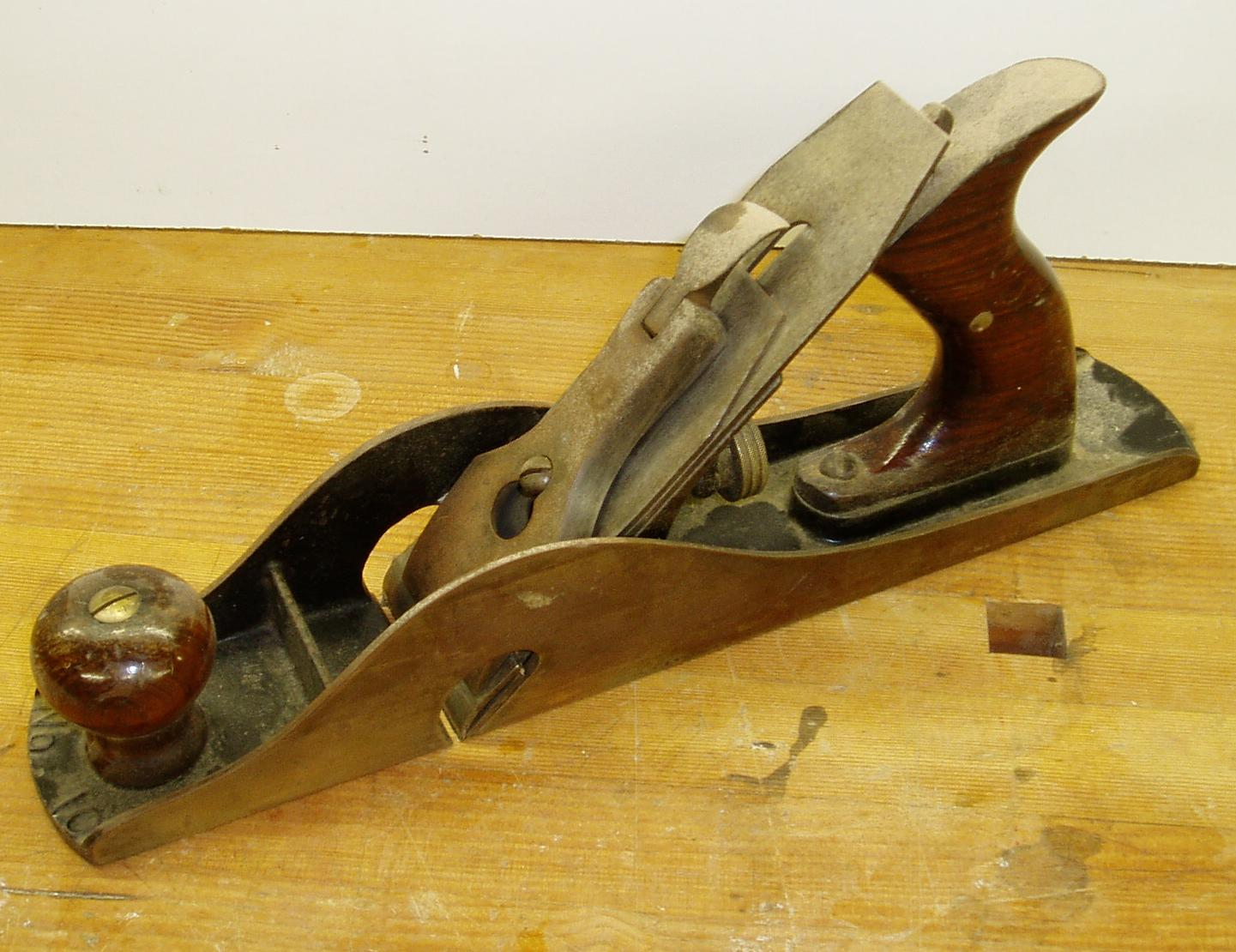
Великий рубанок металевий для обробки поверхонь біля стінок
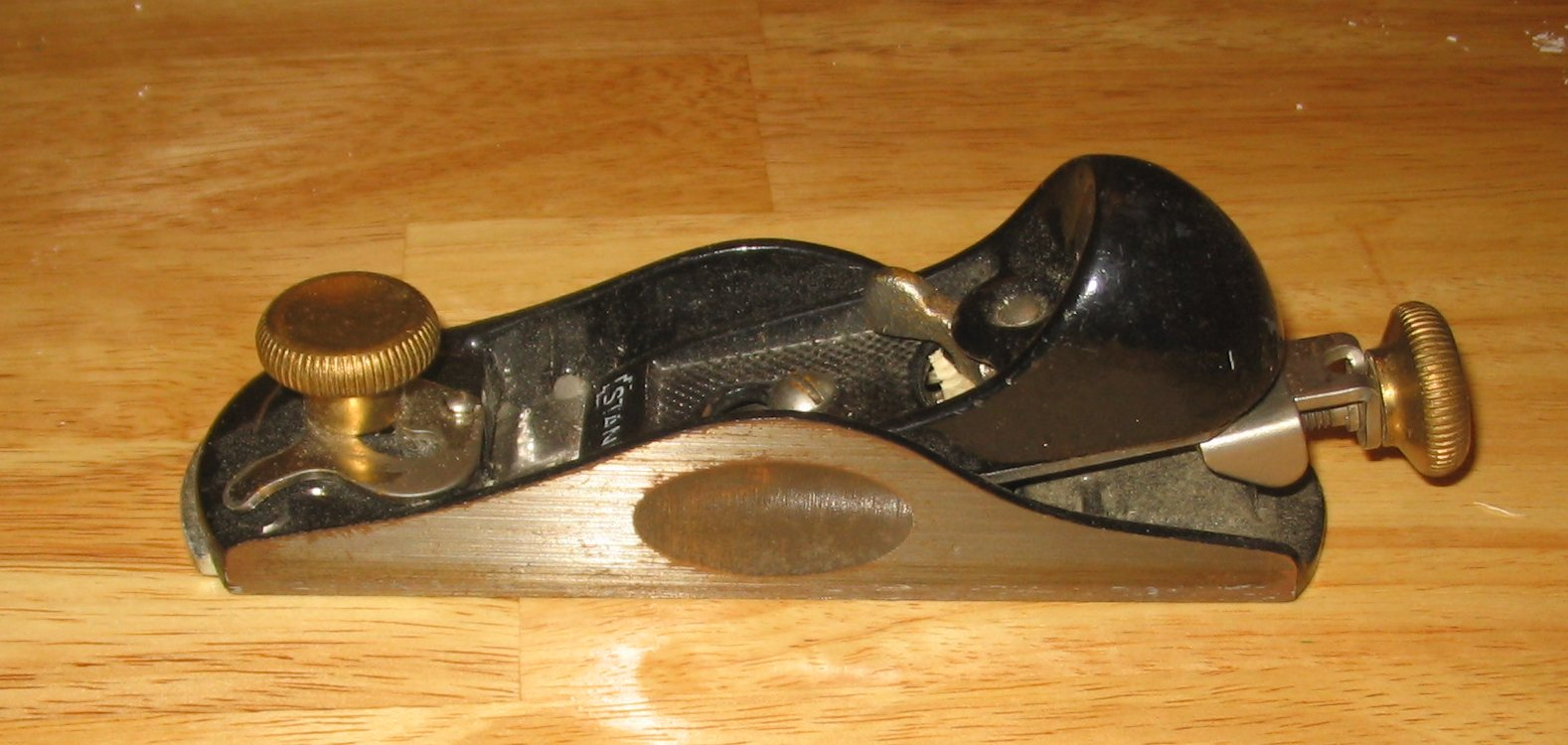
Металевий торцевий оборотний рубанок
Спосіб використання японського рубанка «канна»